# Cilaku (Curug)
Cilaku is een bestuurslaag in het regentschap Serang van de provincie Banten, Indonesië. Cilaku telt 6916 inwoners (volkstelling 2010).